# Triario Materno Lascivio
Triario Materno Lascivio  fue un senador romano de finales del siglo II, que desarrolló su carrera política bajo los imperios de Marco Aurelio, Cómodo, Pertinax y Septimio Severo.

## Carrera pública
Su cursus honorum es bastante desconocido, pero en algún momento del imperio de Cómodo fue legatus iuridicus del Conventus Iuridicus Bracaraugustanorum, uno de los siete de la provincia Tarraconense. Su siguiente cargo conocido es el de consul ordinarius en 185.
En 193, tras el asesinato de Cómodo el 31 de diciembre de 192, los pretorianos intentaron proclamarle emperador, a lo que se negó huyendo desnudo, permitiendo así que Pertinax, a la sazón prefecto de Roma, se presentase en el castra praetoria y se hiciese con el trono imperial.
Su hijo fue Aulo Triario Rufino, cónsul ordinarius en 210, bajo Septimio Severo.